# 일동면
일동면(一東面)은 경기도 포천시의 면이다.

## 개요
일동면은 지리적으로는 동쪽으로 가평군과 경계를 이루며 강씨봉(姜氏峰: 830m), 청계산(淸溪山: 840m)의 연봉이 솟아 있고, 서쪽의 영중면과 신북면과의 경계에는 관모산(589m), 금주산(569m)이 남쪽 화현면과의 경계에는 원통산(567m)이 솟아 삼면이 산악으로 둘러 쌓였고, 그 여맥이 면내로 뻗어내려 오면서 동서로 길고 좁은 분지를 형성하고 있다. 영평천의 상류인 일동천 유역에는 평지를 조성한 농경지가 주민의 생활터전이 되고 있으며 주산업은 농업으로 쌀, 콩, 잡곡, 채소 등이 생산되고, 인삼 등 특용작물도 재배되고 있다. 일동막걸리는 이동막걸리와 더불어 전국적으로 유명하다. 최근에 개발된 온천은 유황성분이 많고 수질이 뛰어나 수많은 관광객이 찾아오고 있어서 이 지역 발전에 기여하고 있다.

## 법정리
- 기산리(機山里): 면 행정복지센터 소재지
- 화대리(禾垈里)
- 수입리(水入里)
- 길명리(吉明里)
- 사직리(社稷里)
- 유동리(柳洞里)

## 교육
- 운담초등학교
- 일동초등학교
- 일동중학교
- 일동고등학교

## 특산물
- 포천일동 막걸리

## 교통
- 일동시외버스터미널

## 문화
- 일동제일유황온천
- 용암천
- 포천뷰식물원